# Арбузов Сергій Геннадійович
Сергі́й Генна́дійович Арбу́зов (нар. 24 березня 1976, Донецьк, Українська РСР, СРСР) — колишній український економіст, банкір, фінансист, підприємець, проросійський політик та державний діяч.
Колишній виконувач обов'язків Прем'єр-міністра України (з 28 січня по 27 лютого 2014 року). Перший віце-прем'єр-міністр України в уряді Миколи Азарова з 24 грудня 2012 року по 28 січня 2014 року..
Голова Національного банку України (23 грудня 2010 — 11 січня 2013, наймолодший очільник національного банку у Європі станом на 2012 рік).
Член РНБО України з 14 січня 2011 року по 27 лютого 2014 року. Член Комітету з економічних реформ (з 14 січня 2011 року). Державний службовець першого рангу (з 17 січня 2011). Член Ради регіонів (з 24 січня 2011). Голова Наглядової ради Фонду майбутнього України (з 3 жовтня 2013).
Під час подій Євромайдану втік із України. З 22 квітня 2014 перебуває в розшуку МВС, як підозрюваний за ст. 191, ч. 5 КК України — «привласнення, розтрата майна або заволодіння ним шляхом зловживання службовим становищем в особливо великих розмірах або організованою групою». Фігурант Європейських санкцій.

## Життєпис

### Освіта
- 1983–1993 — донецька загальноосвітня школа № 97.
- 1993–1998 — економічний факультет Донецького університету. Закінчив із дипломом бакалавр за спеціальністю «фінанси та кредит», здобув кваліфікацію «економіст».[14]
- 1998–2009 — економічний факультет Донецький університет економіки і торгівлі. Захистив дисертацію на тему «Фінансовий механізм розвитку іпотечного ринку»[15][16], здобувши науковий ступінь кандидата економічних наук.

### Кар'єра
З 1995 року працював економістом, начальником відділу, начальником управління у Донецькій філії Комерційного банку «Приватбанк», директором його Костянтинівської філії.
З 2003 року — голова правління, президент, потім — радник у АБ «Донеччина» (згодом перейменовано у АБ «Український Бізнес Банк»).
З 2010 по 2014 роки — голова наглядової ради АТ «Укрексімбанк».
Очолює асоціацію «Центр досліджень економічного та соціокультурного розвитку країн СНД, Центральної і Східної Європи» (RESCUE), яка була створена у червні 2014 року в Санкт-Петербурзі. Організація спеціалізується на проведенні наукових досліджень в галузі економіки.

### Державна та політична діяльність

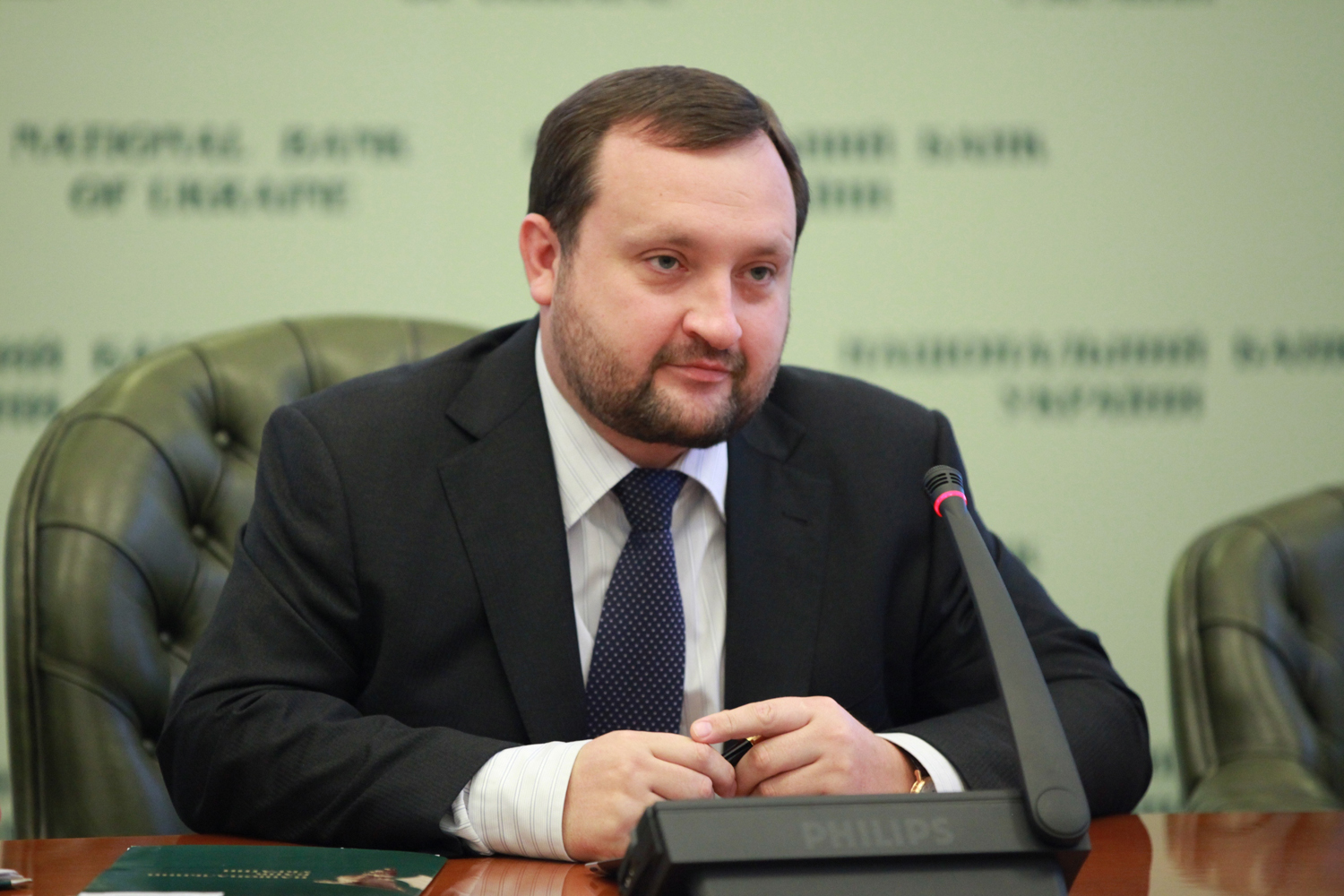
Наймолодший очільник національного банку у Європі (станом на 2012 рік)

З вересня 2010 року — перший заступник голови Національного банку України.
21 грудня 2010 року Президент України вніс до парламенту подання на звільнення Володимира Стельмаха з посади голови Національного банку України через подану ним заявою про відставку та подання на призначення замість нього Сергія Арбузова. 23 грудня 2010 року Верховна Рада України прийняла відповідне рішення.
Після призначення Сергія Арбузова головою НБУ старший син Януковича Олександр повністю викупив собі Всеукраїнський банк розвитку.
Підпис С. Арбузова присутній на банкнотах номіналом 1, 2, 5, 10, 20, 50, 100, 200, 500 гривень (2011 року); також його підпис присутній на пам'ятній банкноті номіналом 50 гривень (2011 року).
У грудні 2012 року Сергій Арбузов став першим віце-прем'єр-міністром України. 11 січня 2013 року Верховна Рада України прийняла постанову про його звільнення з посади голови Національного банку України. На посаді першого віце-прем'єра на нього було покладено виконання урядових завдань і повноважень з аграрної політики та продовольства, економічного розвитку, торгівлі, соціальної політики, фінансів, доходів і зборів, а також питання забезпечення впровадження Програми економічних реформ на 2010–2014 роки «Заможне суспільство, конкурентоспроможна економіка, ефективна держава» та реалізації Національного плану дій на 2013 рік щодо впровадження зазначеної Програми за напрямками «Приватизація та управління державною власністю».
8 квітня 2013 року, як перший віце-прем'єр-міністр України, призначений Національним координатором України з питань співробітництва в рамках Співдружності Незалежних Держав. а також представником України в Економічній раді Співдружності Незалежних Держав.

### ПісляЄвромайдану
28 січня 2014 року — після відставки Миколи Азарова — Сергій Арбузов призначений виконуючим обов'язки Прем'єр-міністра України. 27 лютого він залишив посаду через затвердження нового уряду на чолі з Арсенієм Яценюком.
30 березня 2014, дізнавшись про власне виключення із лав Партії регіонів її з'їздом, що пройшов напередодні, розкритикував своїх колишніх однопартійців — зокрема, за наміри «уникнути відповідальності»
28 лютого 2014 року Австрія, Швейцарія та Ліхтенштейн заморозили рахунки Сергія Арбузова та інших осіб — колишніх урядовців та наближених до екс-президента Януковича
14 квітня 2014 року міністри закордонних справ країн-членів ЄС на зустрічі в Люксембурзі ухвалили рішення посилити санкції й заморозити рахунки та заборонити в'їзд для ще чотирьох осіб за їхню роль у розкраданні державних коштів в Україні. Разом з народним депутатом Юрієм Іванющенком, колишнім головою Міністерства доходів і зборів Олександром Клименком та екс-главою Міністерства палива та енергетики Едуардом Ставицьким в списку є й колишній віце-прем'єр України Сергій Арбузов.

## Кримінальні провадження

Країни, де Арбузов під санкціями

Протягом весни 2014 року почали з'являтися повідомлення про оголошення Арбузова в розшук. Незважаючи на причетність до них високопосадовців та авторитетних медіа, вони залишалися на рівні чуток.
- 28 квітня 2014 року міністр внутрішніх справ України Арсен Аваков повідомив про оголошення Арбузова у міжнародний розшук[27]. Відповідно до цього, інформація про розшук п. Арбузова з'явилася на сайті МВС[28], але не з'явилася на сайті Інтерполу.
- 29 травня 2014 року УНІАН з посиланням на неназване джерело в правоохоронних органах повідомило, що Арбузова оголошено у внутрішньоукраїнський розшук, оскільки судом щодо нього ще не винесено рішення про обрання запобіжного заходу[29].

Того ж дня повідомлення про розшук з'явилося на сайті МВС.
У грудні 2015 року Інтерпол відмовив Генпрокуратурі в оголошенні Сергія Арбузова в міжнародний розшук. За словами начальника управління спецрозслідувань ГПУ Сергія Горбатюка, в Інтерполі вважають, що переслідування колишнього держчиновника має не кримінальний характер, а політичний.
Сергію Арбузову інкримінують привласнення 120 мільйонів гривень при створенні телеканалу БТБ. Адвокат Арбузова заявила, що заява ГПУ некоректна, бо рішення про створення медіа та виділення коштів приймалось колегією Нацбанку, а не одноосібно керівником і що телеканал з усім обладнанням залишився у державній власності і продовжує виходити в ефір.Захист підтримало Міністерство інформаційної політики України в особі заступника Міністра Артема Біденка. Сам Сергій Арбузов вважає, що оголошення його в розшук має ознаки переслідування.
У травні 2017 року з'явилася інформація про те, що Інтерпол виключив Арбузова зі списків міжнародного розшуку.
4 січня 2020 Арбузову було обрано запобіжний захід у вигляді тримання під вартою. Його підозрюють у привласненні, розтраті майна або заволодіння ним шляхом зловживання службовим становищем.

## Громадська діяльність
У січні 2015 р. Арбузов та група експертів «Центру досліджень економічного і соціокультурного розвитку країн СНД, Центральної і Східної Європи» звернулися до політичних та громадянських діячів Заходу і Росії з ініціативою створення так званої «Коаліції розуму».
У відкритому листі було відмічено, що «конфлікт в Україні поставив під загрозу все те позитивне, що було досягнуте при будівництві системи європейської безпеки за останніх 25 років. Замість того, щоб укріплювати стабільність в регіоні, сторони конфлікту підривають взаємну співпрацю, розв'язують нові перегони озброєнь.
Необхідне втручання міжнародної громадськості, створення широкої „Коаліції розуму“, коаліції для деескалації. З її допомогою можна знайти вихід з ситуації, що склалася, на основі широкого загальноцивілізаційного, а не вузькогеополітичного підходу», — відзначив Арбузов у своєму листі.

## Партійність
В 2005 Арбузов вступив до лав партії «Наша Україна». На виборах 2006 року йшов по списку цієї партії до Донецької облради, проте «Наша Україна» не подолала 3 % бар'єр.
На момент призначення головою НБУ, а також в часі обіймання інших високих державних посад політична приналежність достеменно невідома. Проте 29 березня 2014 року виключений з Партії регіонів рішенням її з'їзду. Всупереч твердженню Нестора Шуфрича про подання Арбузовим та рядом інших високопосадових партійців заяв про вихід, сам Арбузов стверджував, що дізнався про виключення зі ЗМІ.

## Родина
Мати, Арбузова Валентина Іванівна (1950 р.н), фінансистка. Останнє місце роботи — голова правління ПАТ «Всеукраїнський банк розвитку». Із цієї посади звільнилася 13 серпня 2014 року. Наразі інформація про поточне місце роботи відсутня.
Батько, Арбузов Геннадій Павлович (1947 р.н.), працював машиністом локомотива, зараз пенсіонер.
Старший брат (по матері), Багола Вадим Вікторович, фінансист, заступник голови правління ПАТ «Всеукраїнський банк розвитку».
Дружина, Арбузова Ірина Олександрівна (до шлюбу Глухова) (1970 р.н), та двоє дітей: сини Михайло (2004) та Сергій (1996).

## Наукові праці
- Дисертація на тему «Фінансовий механізм розвитку іпотечного ринку» (2009).
- Автор та співавтор близько 20 наукових праць.

## Критика
Сергій Арбузов вважає, що не має Реєстраційного номера облікової картки платника податків. За його словами, він відмовився від нього з релігійних мотивів.
На думку народного депутата України Володимира Ар'єва:
|  | …це дає йому фактично можливість здійснювати будь-які фінансові операції від свого імені без зазначеної системи державного фінансового моніторингу і без контролю податкової адміністрації |

Проте, така заява свідчить про некомпетентність чи наївність Арбузова, адже, навіть, якщо довідку про індивідуальний номер він не отримував, РНОКПП йому 15.07.1996 все одно був присвоєний: 2784200230.
Сергія Арбузова звинуватив у безграмотності народний депутат України Андрій Шкіль, за інформацією якого Арбузов зробив кілька помилок в автобіографії. Так він написав, що його теща народилася у Вітебській області Росії, тоді як ця область є частиною Білорусі. Окрім того, Сергій Арбузов написав, що він народився «у місті Донецькі».
За результатами щорічного дослідження Інституту масової інформації та Незалежної медіа-профспілки потрапив в десятку «найбільших ворогів української преси» у 2012–2013 роках.
Експерти та журналісти пов'язують колишнього першого віце-прем'єра Сергія Арбузова з «Сім'єю» Януковича та з Сергієм Курченком зокрема. Підтвердженням цього вважається запис у нотатках екс-охоронця Януковича: «рос. Курченко просит встречи в любое время. Вопрос согласован с Арбузовым.»
30 вересня 2015 Генеральний прокурор України Віталій Ярема повідомив, що в Латвії заарештовано 49,3 млн дол.,які знаходяться на рахунках Сергія Арбузова. Але вже в грудні 2015 року захист Сергія Арбузова оприлюднив офіційні відповіді від Латвійської ради присяжних судових виконавців та Інформаційного центру МВС Латвії, в яких факт арешту коштів заперечується.